# Thanatophilus truncatus
Thanatophilus truncatus – gatunek chrząszcza z rodziny omarlicowatych.
Chrząszcz o ciele długości od 10,5 do 15,9 mm, ubarwionym czarno. Wierzch ciała gęsto pokryty małymi punktami – z tych na głowie i przedpleczu wyrastają drobne, położone szczecinki. Głowa cechuje się płytko wykrojoną wargą górną. Pokryw mają ścięte wierzchołki, mały ząbek na barkach i pozbawione są żeberek i guzków. Odległość między biodrami odnóży tylnych wynosi mniej więcej tyle co ich szerokość.
Owad ten preferuje tereny otwarte, ale spotykany jest również w zakrzaczeniach, zadrzewieniach i lasach. Rozprzestrzeniony jest od Nebraski po Kansas, Kolorado, Teksas, Nowy Meksyk i Arizonę na południowym zachodzie oraz po południowo-środkowy Meksyk na południu.